# Erastria miegii
Erastria miegii är en fjärilsart som beskrevs av Paul Mabille. Erastria miegii ingår i släktet Erastria och familjen mätare. Inga underarter finns listade i Catalogue of Life.